# Therese Eunicke

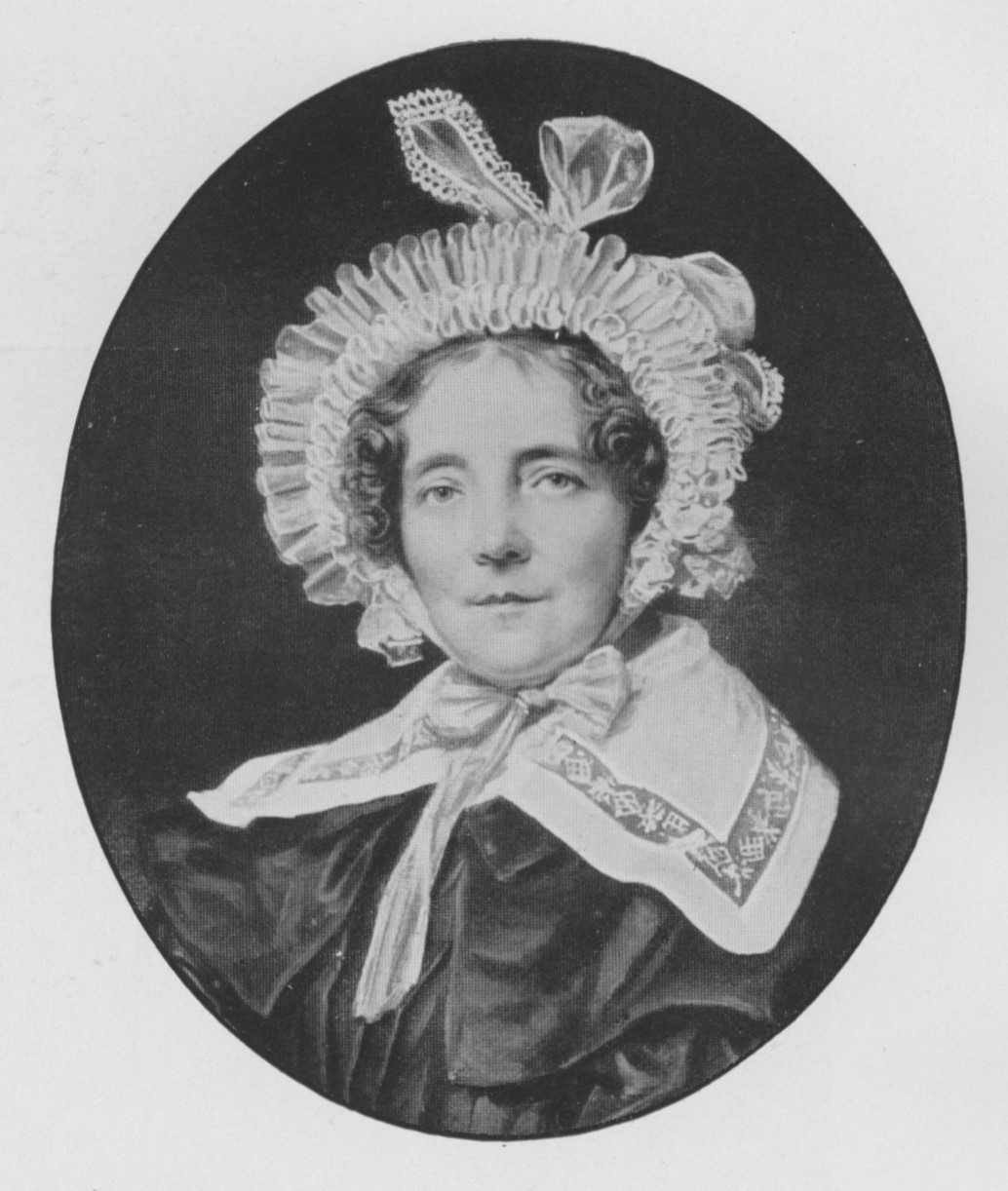
Therese Eunicke (Maler: Franz Krüger; Mann ihrer Tochter Johanna Eunicke)

Therese Eunicke, gebürtige Therese Schwachhofer (24. November 1774 in Mainz – 16. März 1849 in Berlin) war eine deutsche Schauspielerin und Opernsängerin (Sopran).

## Leben
Therese Eunicke, Tochter des Violinisten Ignaz Schwachhofer, debütierte 1789 in Mainz und gehörte seit 1793 der Bühne an. Sie kam nach verschiedenen Engagements in Mainz, Amsterdam und Frankfurt am Main 1796 an das Königliche Nationaltheater und die Königliche Oper nach Berlin. Mit 16 Jahren heiratete sie den Tenor Friedrich Eunicke, von dem sie auch als Sängerin ausgebildet wurde und mit dem sie die Töchter Johanna und Katharina hatte, die ebenfalls Schauspielerinnen bzw. Opernsängerinnen wurden. Geschätzt wurde Therese Eunicke besonders im Fach der komischen Oper und auch im Lustspiel als Soubrette. Am 3. August 1816 wirkte sie, in der Rolle der Fischersfrau, zusammen mit ihrer Tochter Johanna Eunicke in der Uraufführung von E.T.A. Hoffmanns Oper Undine mit.
Sie trat auch als Konzert- und Oratoriensängerin auf, u. a. in den Konzerten der Singakademie Berlin, so übernahm sie z. B. 1804 das Sopransolo im Messias von Händel.

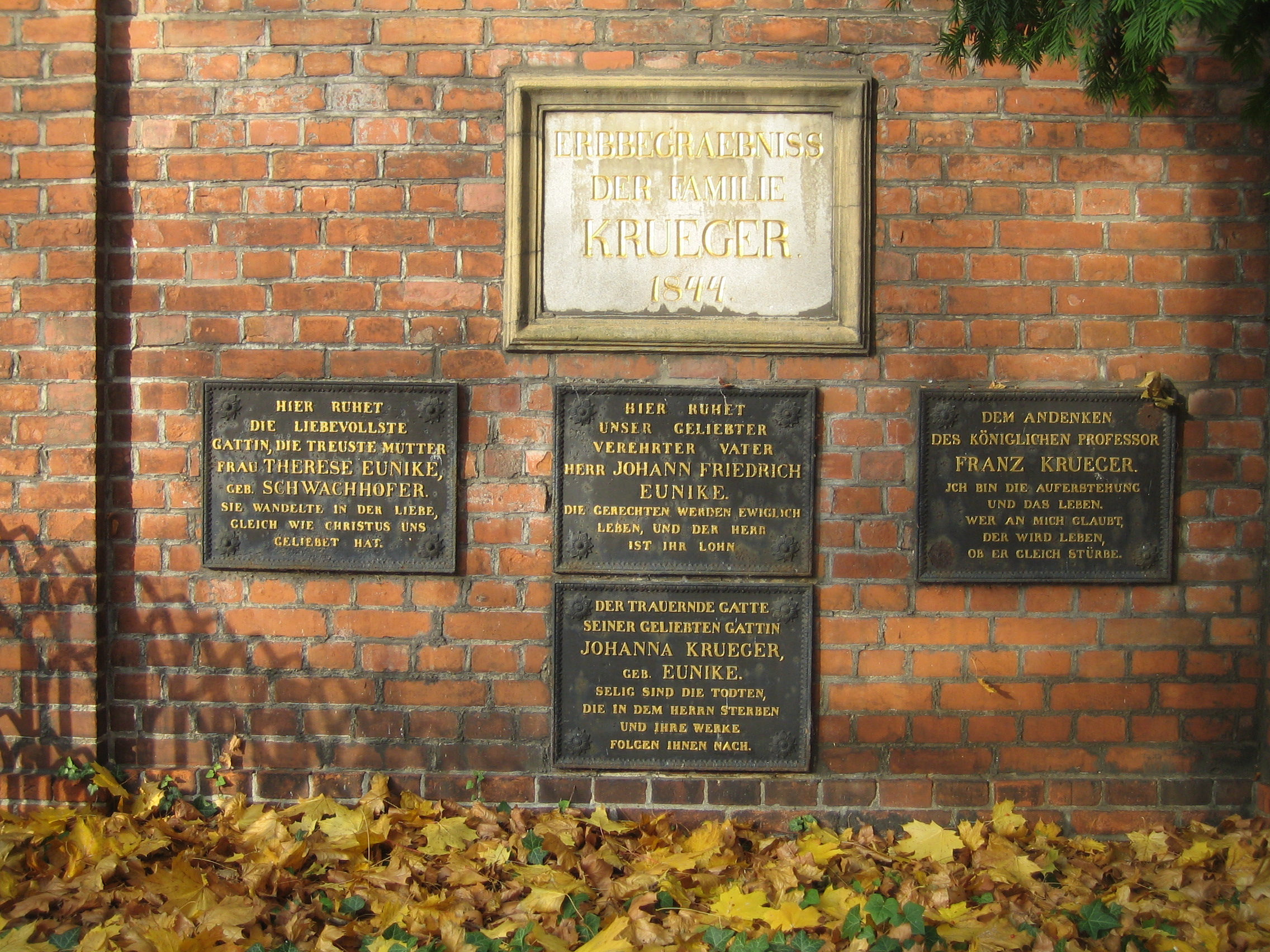
Familienbegräbnis Krüger-Eunicke

1830 wurde Therese Eunicke pensioniert. Sie starb am 16. März 1849 in Berlin und wurde auf dem Friedhof der  Dorotheenstädtischen und Friedrichswerderschen Gemeinden neben ihrem Mann Friedrich, ihrer Tochter Johanna und ihrem Schwiegersohn Franz Krüger begraben. 